# Tibouchina strigosa
Tibouchina strigosa là một loài thực vật có hoa trong họ Mua. Loài này được (Rich.) Cogn. miêu tả khoa học đầu tiên năm 1891.